# Yao Jingyuan
Yao Jingyuan, född 14 juni 1958 i Yingkou, är en kinesisk före detta tyngdlyftare.
Han blev olympisk guldmedaljör i 67,5-kilosklassen i tyngdlyftning vid sommarspelen 1984 i Los Angeles.